# Круцик Роман Миколайович
Рома́н Микола́йович Кру́цик (* 6 липня 1945, с. Яблунів, Галицький район, Станіславська область — 23 грудня 2023) — народний депутат України 2 скликання, голова Київської міської організації Українського добровільного історико-просвітницького правозахисного благодійного товариства «Меморіал» ім. В. Стуса.

## Біографія
Закінчив Львівський технікум залізничного транспорту та юридичний факультет Львівського державного університету ім. І. Франка.
З 1988 р. — член УГС, голова першого в Івано-Франківській області осередку товариства «Меморіал»; пізніше — голова Івано-Франківської обласної організації товариства «Меморіал». Розпочав в 1989 році та далі працював над дослідженням масових поховань жертв комуністичних репресій в урочищі Дем'янів Лаз на Івано-Франківщині.
1989–1991 — голова Комітету сприяння УГКЦ.
1992 — був одним із засновників Конґресу українських націоналістів (КУН), очолив Івано-Франківську обласну організацію КУН.
Травень 1994 — обраний народним депутатом України від Рогатинського виборчого округу.
На парламентських виборах 1998 року балотувався до Верховної Ради (№ 15 за списком блоку «Національний фронт», до складу якого входив КУН). «Національний фронт» не подолав прохідний бар'єр, і Р. Круцик до парламенту не потрапив.
З 1999 року очолює Київську міську організацію Українського добровільного історико-просвітницького правозахисного благодійного т-ва «Меморіал» ім. В. Стуса.
Під час парламентських виборів 2006 року займав 6 місце в виборчому списку Всеукраїнського об'єднання «Свобода».
2006–2007 — виконував обов'язки заступника голови Українського інституту національної пам'яті.
2007 — за його активної участі в Києві створено Музей совєтської окупації України, та стає його директором.
Був членом правління створеної 2014 року в Києві громадської організації «Міжнародне об'єднання „Соловецьке братство“».

## Державні нагороди
- Орден Свободи (20 січня 2010 року) — за вагомий особистий внесок у справу консолідації українського суспільства, розбудову демократичної, соціальної і правової держави та з нагоди Дня Соборності України[4]
- Орден «За заслуги» II ступеня (18 січня 2007 року) — за заслуги у державному будівництві, вагомий внесок у розвиток і зміцнення демократичної, соціальної і правової України та з нагоди Дня Соборності України[5]
- Орден «За заслуги» III ступеня (19 грудня 1997 року) — за вагомий особистий внесок у зміцнення законності і правопорядку, високий професіоналізм[6]

## Праці
- Роман Круцик. «Народна війна»: Путівник до експозиції. — К.: Українська видавнича спілка, 2011. — 248 с.[7][8] ISBN 978-966-410-023-3
- Роман Круцик. Дем'янів Лаз: геноцид Галичини. Жертвам комуністичного терору 1939—1941 рр. на Прикарпатті присвячується. — Київ: Простір, 2009. — 349 с. ISBN 9789662068153
- Довідник-путівник до експозиції «Забуттю не підлягає: хроніка комуністичної інквізиції в Україні, 1917—1991» = Educational handbook to accompany the exposition «Not to be forgotten: a chronicle of the communist inquisition in Ukraine, 1917—1991» = Справочник-путеводитель к экспозиции «Забвению не подлежит: хроника коммунистической инквизиции в Украине, 1917—1991» / упоряд.: Роман Круцик, Артур Єременко; англ. пер.: Марта Олійник … [та ін.]; рос. пер.: Артур Єременко. — Kyiv; New York; Toronto: [s.n.], 2003. — 89 с. (Текст і назва парал. рос. та англ. мовами)
- Сценарій «Трагічна армія народу».